# Церква святого Миколая (Романівка, УГКЦ)
Церква святого Миколая в Романівці — парафія і храм греко-католицької громади Теребовлянського деканату Тернопільсько-Зборівської архієпархії Української греко-католицької церкви в селі Романівка Тернопільського району Тернопільської области.

## Історія церкви
Парафія належала до Української Греко-Католицької Церкви до 1946 року. З 1946 по 1990 рік вона була під юрисдикцією РПЦ, а у 1990 році повернулася в лоно УГКЦ.
Новий храм збудували у 2006—2008 роках. Ікони для нього написав Іван Кузик, а іконостас виконав Василь Оліяр. 19 грудня 2008 року владика Василій Семенюк освятив церкву та здійснив візитацію парафії.
При парафії діють Апостольство молитви та Вівтарна дружина. На її території також розташовані фігури й хрести парафіяльного значення.

## Парохи
- о. Кошак,
- о. Володимир Балько,
- о. Ярослав Табака,
- о. Степан Манорик,
- о. Андрій Лахман (1996—2006),
- о. Роман Покиданець (з 2006).